# Communauté de communes du Pays de Pellegrue
La communauté de communes Pays de Pellegrue était un établissement public de coopération intercommunale (EPCI) français situé dans le département de la Gironde, en région Aquitaine.
La communauté participait au syndicat mixte du Pays du Haut Entre-deux-Mers.

## Historique
La communauté de communes Pays de Pellegrue a été créée le 1er janvier 1997 par arrêté préfectoral en date du 31 décembre 1996.
Sa dissolution en date du 31 décembre 2013 a été actée par arrêté préfectoral à la même date, les communes ayant été réparties dans les communautés de communes avoisinantes, savoir Auriolles, Landerrouat, Listrac-de-Durèze, Massugas et Pellegrue dans la communauté de communes du Pays Foyen et Cazaugitat, Saint-Antoine-du-Queyret, Saint-Ferme et Soussac dans la communauté de communes du Sauveterrois.

## Composition
La communauté de communes du Pays de Pellegrue était composée des neuf communes suivantes :
| Nom                      | Code Insee | Gentilé         | Superficie (km2) | Population (dernière pop. légale) | Densité (hab./km2) |
| ------------------------ | ---------- | --------------- | ---------------- | --------------------------------- | ------------------ |
| Pellegrue (siège)        | 33316      | Pellegruens     | 38,18            | 1 067 (2014)                      | 28                 |
| Auriolles                | 33020      | Auriollois      | 7,03             | 128 (2014)                        | 18                 |
| Cazaugitat               | 33117      | Cazaugitais     | 14,35            | 245 (2014)                        | 17                 |
| Landerrouat              | 33223      | Landerrouatais  | 4,99             | 201 (2014)                        | 40                 |
| Listrac-de-Durèze        | 33247      | Listracais      | 5,31             | 174 (2014)                        | 33                 |
| Massugas                 | 33277      | Massugais       | 14,41            | 232 (2014)                        | 16                 |
| Saint-Antoine-du-Queyret | 33372      | Saint-Antoinais | 6,85             | 73 (2014)                         | 11                 |
| Saint-Ferme              | 33400      | Saint-Fermois   | 20,09            | 358 (2014)                        | 18                 |
| Soussac                  | 33516      | Soussacais      | 6,61             | 181 (2014)                        | 27                 |

## Administration
| Période                                  | Période   | Identité       | Étiquette | Qualité                  |
| ---------------------------------------- | --------- | -------------- | --------- | ------------------------ |
| ?                                        | déc. 2013 | Alain Courgeau | PS        | Maire de Soussac (2001-) |
| Les données manquantes sont à compléter. |           |                |           |                          |